# Нидерланды на «Евровидении-1957»
Нидерланды приняли второй раз участие на конкурсе на «Евровидении 1957», проходившем в Франкфурте-на-Майне, ФРГ, 3 марта 1957 года. На конкурсе их представляла Корри Броккен, участница «Евровидения-1956», с песней «Net als toen», выступившая под номером 6. В этом году страна одержала победу, заработав 31 балл, и получила возможность принимать конкурс в следующем году у себя в стране. Комментатором конкурса от Нидерланд выступил Пит те Нёйл (NTS). Глашатаями от страны стали Сибе ван дер Зее и Виллем Дёйс.
Корри выступила в сопровождении оркестра под руководством Дольфа ван дер Линдена.

## Национальный отбор
Финал национального отбора прошёл 3 февраля 1957 года в телестудии AVRO TV Studios в Хилверсюме. Ведущей шоу стала Карин Краайкамп. В конкурсе приняло участие 4 исполнителя, каждый из них исполнил по две песни. Голосование проводилось с помощью почтовых открыток. 16 февраля были объявлены результаты, при том объявили только четверых из восьми. По подсчётам телеканала, интерес зрителей к конкурсу возрос, так как в прошлогоднем отборе было прислано всего 6 694 открытки, что меньше, чем получила победительница отбора Броккен — 6927.
|   | Исполнитель      | Песня                | Место | Баллы |
| - | ---------------- | -------------------- | ----- | ----- |
| 1 | Хеа Сури         | De bromtol           | 7     | 532   |
| 2 | Хеа Сури         | Een liedje van niets | 8     | 140   |
| 3 | Джон де Мол      | Havannah is zo ver   | 6     | 814   |
| 4 | Джон де Мол      | Hiep hiep hiep hoera | 5     | 819   |
| 5 | Марсель Тилеманс | Ik weet nog goed     | 4     | 965   |
| 6 | Корри Броккен    | Iwan                 | 2     | 4692  |
| 7 | Корри Броккен    | Net als toen         | 1     | 6927  |
| 8 | Марсель Тилеманс | Simpe sampe sompe    | 3     | 2544  |

Победителем национального отбора стала Корри Броккен, которая уже представляла страну на предыдущем конкурсе «Евровидения».

## Страны, отдавшие баллы Нидерландам
Жюри каждой страны из десяти человек распределяло 10 баллов между понравившимися песнями
| Отдали Нидерландам… | Отдали Нидерландам… | Отдали Нидерландам… | Отдали Нидерландам… | Отдали Нидерландам… | Отдали Нидерландам…            |
| 7 баллов            | 6 баллов            | 5 баллов            | 4 балла             | 3 балла             | 1 балл                         |
| ------------------- | ------------------- | ------------------- | ------------------- | ------------------- | ------------------------------ |
| Швейцария           | Австрия             | Бельгия             | Франция             | Дания Люксембург    | Великобритания Италия Германия |

В 1957 году Нидерланды оказались единственной страной, получившей баллы от всех стран. А также одной из двух стран, которая лидировала в табло во время объявления результатов.

## Страны, получившие баллы от Нидерландов
| 5 баллов | Дания                          |
| 2 балла  | Италия                         |
| 1 балл   | Франция Австрия Великобритания |